# 김문희 (공무원)
김문희(, 1951년 12월 19일, 경상남도 사천시 ~ )는 대한민국의 전 공무원이다.

## 학력
- ~ 1971 동아고등학교 졸업
- ~ 1979 부산대학교 정치외교학 학사 졸업
- ~ 1981 부산대학교 대학원 정치학 석사 수료
- ~ 2001 중앙대학교 대학원 행정학 박사 수료

## 경력
- 1979 제4회 입법고등고시 합격
- 1988 국회 의전과장
- 2002 중앙대학교 객원교수
- 2002 국회 재정경제위원회 수석전문위원
- 2004 국회 문화관광위원회 수석전문위원
- 2006 한국입법연구원 부원장
- 2007.03 ~ 2010.02 제2대 부산진해 경제자유구역청 청장
- 2010 한국세무사회 고문

## 저서
- 《중국 시장이슈》, 한국출판협동조합, 2007.01.20.
- 《금융법론 경제의 미래를 밝히는 금융지식과 금융법의 집대성》, 휘즈프레스, 2007.07.15.
- 《우리의 미래, 신가야에 있다》, 작가마을, 2010.02.20.
- 《정직과 신뢰 우리의 희망 사회경쟁력이다》, 다솜출판사, 2011.

## 참고 자료
- 김문희 블로그